# Old Compton Street

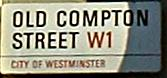
Old Compton Street Straßenbeschilderung

Old Compton Street ist eine Straße im Zentrum des Stadtviertel Soho in London, England.

## Geschichte
Die Straße wurde benannt nach Henry Compton, der Fonds für die örtlichen Kirchengemeinden sammelte und wahrscheinlich an der St. Anne’s Church 1686 gewürdigt wurde. Das Stadtviertel generell und die Old Compton Straße im Besonderen wurde von französischen, protestantischen Flüchtlingen bewohnt, denen der englische König Karl II. ab 1681 Schutz bot. Zu allen Zeiten in der Vergangenheit war die Old Compton Street die Hauptgeschäftsstraße im Stadtviertel Soho. Am Ende des 18. Jahrhunderts waren weniger als zehn Häuser an der Straße ohne Geschäftsfenster ausgestattet. In der Mitte des 19. Jahrhunderts kamen Restaurants und Gastbetriebe und einige Werkstätten hinzu, gleichwohl waren weiterhin die meisten Gebäude als Geschäfte eingerichtet. Die Anzahl ausländischer Einwohner wuchs an und die Straße wurde dafür bekannt, als ein Ort für Exilanten in London zu sein (insbesondere von Franzosen). Mit der Unterdrückung der Pariser Kommune fanden sich beispielsweise Dichter wie Arthur Rimbaud oder Paul Verlaine, die in den Gastbetrieben oftmals einkehrten.
Das Stadtviertel und insbesondere die Old Compton Street wurde im 19. Jahrhundert zunehmend neben den Geschäften zu einem Unterhaltungs- und Vergnügungszentrum in London. Im Zuge dieser Entwicklung wohnten kuriose Menschen an der Old Compton Street, wie unter anderem George Wombwell, der zwischen 1804 und 1810 ein Boots- und Schuhgeschäft sowie eine Menagerie bis zu seinem Tode 1850 betrieb.
Im 20. Jahrhundert wurde das Stadtgebiet Soho und insbesondere die Old Compton Street weitestgehend zu dem Unterhaltungs- und Vergnügungszentrum in London. Gastbetriebe wie die 2i’s Coffee Bar (1956–1970) eröffneten an der Straße. Viele bekannte britische Pop-Musiker spielten in den Häusern an der Old-Compton-Street.
An der Straße befindet sich das bekannte Prince Edward Theatre, wo Musicals wie Evita, Chess Anything Goes, Crazy for You, Martin Guerre, Mamma Mia! und Mary Poppins aufgeführt wurden/werden.

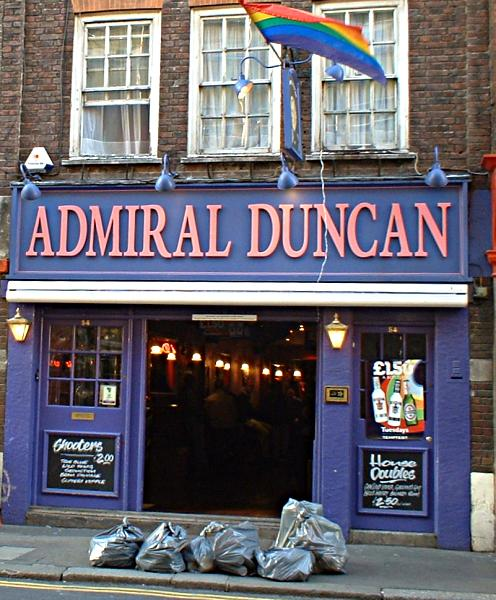
Schwulenkneipe Admiral Duncan

Die Old Compton Street ist gegenwärtig das Zentrum der LGBT-Community in London. Im Zentrum des Stadtviertels von Soho befinden sich an der Straße LGBT-Bars, Restaurants und Cafés sowie ein sehr bekanntes Londoner Theater. Jährlich findet an der Straße der Soho Pride an einem Wochenende im späten Sommer statt. Zu den traditionellen LGBT-Gastbetrieben gehört die Schwulenkneipe Admiral Duncan. 1999 war dieses Lokal Opfer eines Nagelbombenangriffs, bei dem drei Personen, unter anderem eine Schwangere starben und Dutzende von Menschen verletzt wurden. Den Anschlag hatte der britische Neonazi David Copeland ausgeführt, der später verhaftet und zu einer Gefängnisstrafe verurteilt wurde. Er soll dabei von David Myatts Pamphlet A Practical Guide to Aryan Revolution inspiriert worden sein. Des Weiteren befinden sich eine Reihe von schwulen Bars an der Old Compton Street, wie das Comptons (seit den 1980er) und die Diskothek G-A-Y.
An der Straße befinden sich weitere Cafés (Patisserie Valerie u. a.) und Restaurants (Balans u. a.) sowie eine Anzahl von Erotikshops. Die Old Compton Street ist die Heimat einiger Londoner Film- und Videoproduktionsunternehmen. An der Kreuzung Old Compton Street mit Charing Cross Road befindet sich ein interessanter Platz zum Verweilen.

## Kreuzende Straßen
(von West nach Ost):
- Wardour Street
- Dean Street
- Fifth Street
- Greek Street
- Charing Cross Road
- Little Compton Street (ehemals)